# Droga wojewódzka nr 157
Droga wojewódzka nr 157 (DW157) – droga wojewódzka w województwie lubuskim o długości 16 km łącząca  Zwierzyn z Goszczanowcem. Droga przebiega przez powiat strzelecko-drezdenecki.

## Miejscowości leżące przy trasie DW157
- Zwierzyn
- Żółwin
- Gościmiec
- Goszczanowiec